# Tha Doggfather
Albums de Snoop Doggy Dogg
Doggystyle
(1993) Da Game Is to Be Sold, Not to Be Told
(1998)
Singles
1. Snoop's Upside Ya Head
Sortie : 14 septembre 1996
2. Vapors
Sortie : 8 avril 1997
3. Doggfather
Sortie : 26 août 1997

Tha Doggfather est le deuxième album studio de Snoop Doggy Dogg, sorti le 12 novembre 1996.
Cet album, qui a connu nettement moins de succès que Doggystyle, est le dernier publié chez Death Row et sous le nom de Snoop Doggy Dogg. On remarque une importante participation du LBC Crew (Technique, Bad Azz, L.T.) mais aussi du Dogg Pound et de Charlie Wilson. Côté production, on retrouve DJ Pooh, Soopafly et Daz Dillinger.
Tha Doggfather s'est classé 1er au Billboard 200 et au Top R&B/Hip-Hop Albums et a été certifié double disque de platine par la Recording Industry Association of America (RIAA) le 4 février 1997.

## Liste des titres
| No  | Titre | Auteur                                                                          | Contient un (des) sample(s) de | Durée |
| --- | --- | ------------------------------------------------------------------------------- | --- | ----- |
| 1.  | Intro |                                                                                 | | 0:46  |
| 2.  | Doggfather (featuring Charlie Wilson – Produit par Dat Nigga Daz)                                            | C. Broadus, D. Arnaud, M. Aleotti                                               | Humpin' du Gap Band | 3:57  |
| 3.  | Ride 4 Me (Interlude)                                                                                        | C. Broadus, R. Aiken, T. Crum, K. Harrison, R. Neal Jr., R. Parker, C. Satchell | Riding High de Faze-O | 1:01  |
| 4.  | Up Jump tha Boogie (featuring Roger Troutman, Charlie Wilson et Teena Marie – Produit par DJ Pooh)           | M. Aleotti                                                                      | Beware of My Crew du LBC Crew Rapper's Delight du Sugarhill Gang | 4:43  |
| 5.  | Freestyle Conversation (Produit par Soopafly)                                                                | C. Broadus                                                                      | | 4:17  |
| 6.  | When I Grow Up (Interlude)                                                                                   | C. Broadus                                                                      | | 0:37  |
| 7.  | Snoop Bounce (featuring Charlie Wilson – Produit par DJ Pooh)                                                | C. Broadus, M. Jordan, R. Troutman,M. Aleotti                                   | More Bounce to the Ounce de Zapp Streets of Cairo or the Poor Little Country Maid de Sol Bloom Only You (Bad Boy Remix) de 112 featuring The Notorious B.I.G. et Ma$e You Gots to Chill d'EPMD | 4:03  |
| 8.  | Gold Rush (featuring Kurupt tha Kingpin et LBC Crew – Produit par Arkim & Flair)                             | C. Broadus, R. Brown, J. Stamps, D. K. Williams, R. Vanterpool, R. Wheeler      | Entrance of the Gladiators de Julius Fučík Drink Up the Melody (Bite the Dust, Blues) de Phoebe Snow                                                                                           | 4:52  |
| 9.  | (Tear 'Em Off) Me and My Doggz (Produit par L.T. Hutton)                                                     | C. Broadus, D. K. Williams, L.T. Hutton                                         | | 3:31  |
| 10. | You Thought (featuring Soopafly et Too $hort – Produit par Soopafly)                                         | C. Broadus, P. Brooks, T. Shaw                                                  | Strike Up the Band de Chic Smoke Enough Bud de Jewell et Snoop Dogg Oakland, California de Too $hort                                                                                           | 4:44  |
| 11. | Vapors (Produit par DJ Pooh)                                                                                 | A. Hardy, M. Hall, M. Williams                                                  | | 4:21  |
| 12. | Groupie (featuring Tha Dogg Pound, Nate Dogg, Warren G, Charlie Wilson et A-Men – Produit par Dat Nigga Daz) | D. Arnaud, R. Brown, N. Hale, M. Aleotti                                        | She's Just a Groupie de Bobby Nunn Grand Theft Auto de Kausion | 5:06  |
| 13. | 2001 (featuring Bad Azz, Kurupt tha Kingpin et Threat – Produit par DJ Pooh)                                 | J. Stamps, R. Brown, C. Lloyd, M. Jordan                                        | | 3:32  |
| 14. | Sixx Minutes (Produit par Arkim & Flair)                                                                     | C. Broadus, R. Vanterpool, R. Wheeler, D. Davis, R. Walters                     | The Show de Doug E. Fresh, Slick Rick & The Get Fresh Crew | 4:40  |
| 15. | (O.J.) Wake Up (featuring Tray Dee – Produit par Snoop Doggy Dogg et L.T. Hutton)                            | C. Broadus, T. Davis, L.T. Hutton, J. Simmons, D. McDaniels, L. Smith           | It's Like That de Run–DMC | 4:43  |
| 16. | Snoop's Upside Ya Head (featuring Charlie Wilson – Produit par DJ Pooh)                                      | C. Broadus, L. Simmons, R. Taylor, R. Wilson, C. Wilson, M. Aleotti             | I Don't Believe You Want to Get Up and Dance (Oops!) du Gap Band Keep It Hot de Cameo | 4:30  |
| 17. | Blueberry (featuring tha Dogg Pound et LBC Crew – Produit par Sam Sneed)                                     | D. Arnaud, R. Brown, J. Stamps, D.K. Williams, J. Paquette, S. Anderson         | | 4:15  |
| 18. | Traffic Jam (Interlude)                                                                                      | R. Harris                                                                       | | 0:34  |
| 19. | Doggyland (Produit par DJ Pooh)                                                                              | C. Broadus, V. Young, M. Jordan, A. Mizell, B. Gordy, F. Perren, D. Richards    | The Love You Save des Jackson 5 | 4:39  |
| 20. | Downtown Assassins (featuring Dat Nigga Daz et Tray Dee – Produit par Dat Nigga Daz)                         | D. Arnaud, T. Davis                                                             | | 4:22  |
| 21. | Outro (featuring Makaveli)                                                                                   |                                                                                 | 2 of Amerikaz Most Wanted de 2Pac featuring Snoop Dogg | 0:42  |